# Cronologia da Revolução Etíope
Esta é a cronologia da Revolução Etíope que ocorreu de 12 de janeiro a 12 de setembro de 1974 no Império Etíope.

## Janeiro
- 12 de janeiro – soldados rasos da guarnição de Negele Boran amotinam-se devido a comida ruim e falta de água potável. Os amotinados capturam o enviado pessoal do Imperador, o tenente-general Deresse Dubale, e o forçam a comer e beber como eles.[1]

## Fevereiro
- 10 de fevereiro – Técnicos e suboficiais no motim da base da Força Aérea de Debre Zeyit, mantem seus oficiais como reféns por três dias em uma tenda.[1]
- 14 de fevereiro – Estudantes da Universidade Haile Selassie na capital fazem greve contra uma proposta de reforma no sistema educacional. Professores do ensino médio e professores universitários apoiam a greve estudantil.[1]
- 18 de fevereiro – Os professores escolares fazem greve por melhores salários. No mesmo dia, taxistas em Adis Abeba fazem greve por causa de um aumento proposto de 50% nos preços da gasolina.[1]
- 23 de fevereiro – O Imperador Haile Selassie concede a algumas das demandas dos grevistas.[1]
- 25 de fevereiro – Homens alistados e suboficiais da Segunda Divisão  de Asmara entram em motim.[1]
- 28 de fevereiro – O primeiro-ministro Aklilu Habte-Wold renuncia. A sua resignação  não foi exigida por nenhum dos grupos rebeldes, e é vista como um sinal de pânico e fraqueza pelo palácio que será posteriormente explorada por civis e soldados. Ele é substituído por Endelkachew Makonnen.[1]

## Março
- 5 de março – O imperador Haile Selassie anuncia que a Constituição de 1955 será revisada para tornar o primeiro-ministro responsável perante o parlamento.[1]
- 7–9 de março – A Confederação de Sindicatos Etíopes convoca uma greve geral de trabalhadores.[1][2]
- 31 de março – O General Abiye Abebe, o novo chefe do Estado-Maior e Ministro da Defesa, anuncia que uma conspiração contra o governo por oficiais da Força Aérea foi descoberta e frustrada.[1]

## Abril
- 20 de abril – Muçulmanos organizam uma manifestação em Adis Abeba exigindo igualdade religiosa e separação entre Igreja e Estado.[3]
- 26 de abril – Depois de semanas de agitação e greves intermitentes, o governo fecha a Universidade Haile Selassie.[4]
- 27 de abril - O Comitê de Coordenação das Forças Armadas (sob o comando do Coronel Alem Zewde Tessema do Corpo Aerotransportado) emite seu primeiro comunicado, anunciando que 19 ministros e ex-funcionários do regime imperial foram presos.[5]
- 30 de abril – O primeiro-ministro Endelkachew Makonnen anuncia a criação de uma Comissão de Segurança Nacional conjunta militar-civil sob o comando do general Abiye Abebe para lidar com a crescente ilegalidade e as numerosas greves selvagens que paralisam o país. (Esta Comissão de Segurança Nacional substitui o primeiro Comitê Coordenador das Forças Armadas.[6]

## Junho
- 25 de junho - As esposas e parentes dos oficiais presos do regime imperial (agora 25 em número) pedem que os prisioneiros sejam libertados enquanto se aguarda uma investigação. É rejeitado pelo parlamento, que vê isso como uma tentativa de restaurar o status quo.[7]
- 28 de junho - Em resposta à petição mal sucedida, um novo Comitê de Coordenação das Forças Armadas (que se tornará o Derg) toma a estação de rádio em Adis Abeba e começa a prender outros aristocratas, altos funcionários e generais suspeitos de estar por trás do movimento reacionário.[7]

## Julho
- 9 de julho – O Derg emite sua primeira declaração política, em um anúncio em 13 pontos.[7]
- 22 de julho – O primeiro-ministro Endelkachew Makonnen renuncia. Ele é substituído por Mikael Imru, um aristocrata progressista.[7]

## Agosto
- 1 de agosto – Endelkachew Makonnen é preso pelo Derg.[7]

## Setembro
- 12 de setembro – O Imperador Haile Selassie é deposto, iniciando a Guerra Civil Etíope.[7]
- 15 de setembro – O Comitê de Coordenação das Forças Armadas se renomeia como Conselho Administrativo Militar Provisório e anuncia o general Aman Mikael Andom como o novo presidente.

## Novembro
- 20 de novembro (data aproximada) – O General Aman renuncia em protesto.[7]
- 23 de novembro – O General Aman morre em um tiroteio com tropas enviadas para prendê-lo. Nessa mesma noite, 57 importantes presos políticos detidos pelo Derg são executados.[7]

## Dezembro
- 20 de dezembro – O Derg proclama o estabelecimento do "Socialismo Etíope", baseado na declaração Etiopia Tikdem.[8]